# 511
Évszázadok: 5. század – 6. század – 7. század
Évtizedek: 460-as évek – 470-es évek – 480-as évek – 490-es évek – 500-as évek – 510-es évek – 520-as évek – 530-as évek – 540-es évek – 550-es évek – 560-as évek
Évek: 506 – 507 – 508 – 509 –  510 – 511 – 512 – 513 – 514 – 515 – 516

## Események

### Európa
- Gesalec, a vizigótok választott királya, aki korábban az észak-afrikai vandáloknál keresett menedéket, megpróbál sereggel partraszállni Hispániában, de Thrasamund vandál király az osztrogót Theoderic fenyegetéseinek hatására felhagy a támogatásával. Gesalec a frankok által megszállt Aquitániába menekül.
- Theoderic unokáját, a 9 éves Amalaricot ismeri el a vizigótok uralkodójaként és annak nagykorúvá válásig átveszi a királyság kormányzását. Theoderic így az Atlanti-óceántól egészen az Adriáig tartja uralma alatt Dél-Európát.
- I. Chlodwig frank király zsinatot hív össze Orléans-ban, hogy összehangolja az uralkodó és az egyház álláspontját.[1]
- November 27-én 45 éves korában Párizsban meghal I. Chlodwig, aki a Pireneusoktól a Rajnán túl terjedő birodalmat hódított meg. Országát négy fia között osztja fel: I. Theuderic Metzben, Chlodomer Orléans-ban, I. Childebert Párizsban, I. Chlothar Soissons-ban állítja fel székhelyét.
- Egy Eugippio nevű szerzetes leveleiben először történik említés San Marino közösségéről.

### Bizánci Birodalom
- A monofizita I. Anasztasziosz császár rá akarja venni II. Makedoniosz konstantinápolyi pátriárkát, hogy hagyjon fel a khalkédóni zsinat hitelveinek (miszerint Krisztusnak kettős, emberi és isteni természete van) támogatásával és oldozza fel a császárt koronázásakor tett fogadalma alól, hogy megtartja azokat a hitelveket. Mikor Makedoniosz ezt ismételten megtagadja, Anasztasziosz le akarja mondatni de a khalkédóni érzelmű városban emiatt zavargásokra kerül sor. A pátriárkát végül éjszaka tartóztatják le és száműzik. Helyét a monofizita I. Timotheosz foglalja el.
- Az elkötelezett monofizita Philoxénosz (Hieropolisz püspöke) híveivel megrohanja Antiokheiát, hogy rákényszerítse a város khalkédóni pátriárkáját, II. Phlabianoszt nézetei elfogadására. Véres utcai harcokra kerül sor, sokan életüket vesztik.

## Halálozások
- november 27. – I. Chlodwig, frank király

## Fordítás
- Ez a szócikk részben vagy egészben  a(z)   511 című angol Wikipédia-szócikk ezen változatának fordításán alapul.  Az eredeti cikk szerkesztőit annak laptörténete sorolja fel. Ez a jelzés csupán a megfogalmazás eredetét és a szerzői jogokat jelzi, nem szolgál a cikkben szereplő információk forrásmegjelöléseként.